# Песиково
Песиково — деревня в Костромском районе Костромской области России. Входит в состав Никольского сельского поселения.

## История
Упоминается в грамоте XVI века.

## География
Деревня находится в юго-западной части Костромской области, в подзоне южной тайги, к северу от автодороги Р243, на расстоянии приблизительно 6 километров (по прямой) к северо-востоку от города Костромы, административного центра области и района. Абсолютная высота — 144 метра над уровнем моря.

### Климат
Климат характеризуется как умеренно континентальный, с продолжительной холодной многоснежной зимой и коротким сравнительно тёплым летом. Средняя температура воздуха самого холодного месяца (января) — −11,6 °C; самого тёплого месяца (июля) — 17,8 °C (абсолютный максимум — 37 °С). Годовое количество атмосферных осадков — 613 мм, из которых большая часть выпадает в тёплый период.

### Часовой пояс
Деревня Песиково, как и вся Костромская область, находится в часовой зоне МСК (московское время). Смещение применяемого времени относительно UTC составляет +3:00.

## Население
| 2008 | 2010 | 2014 |
| ---- | ---- | ---- |
| 83   | ↘82  | ↘73  |

### Национальный состав
Согласно результатам переписи 2002 года, в национальной структуре населения русские составляли 92 % из 38 чел.